# Pueblos Mágicos

Logo du programme

Le programme Pueblos Mágicos est une initiative du Secrétariat du Tourisme du Mexique, avec le soutien d'autres agences fédérales, pour promouvoir une série de villes à travers le pays qui offrent aux visiteurs une expérience « magique » en raison de leur beauté naturelle, de leur richesse culturelle, de leurs traditions, de leur folklore, de leur pertinence historique, de leur cuisine, de leur  art et de leur hospitalité.
Le ministère mexicain du Tourisme reconnaît que l'expérience magique du Mexique n'est pas seulement sous le célèbre soleil et sur les plages, c'est bien plus que cela. Le succès du Mexique est dû en partie à la grande hospitalité et à la culture mexicaine, qui font revenir de nombreux touristes.
Le programme n'inclut pas les capitales d'États ou de villes, mais les villes moins éminentes.

## Création
L'expression avait été utilisée par l'association du Club des Villages magiques, fondée en 1950, qui a fusionné en 1956 avec Club Méditerranée. Un demi-siècle plus tard, le gouvernement mexicain a créé le programme « Pueblos Mágicos » pour reconnaître les endroits à travers le pays qui présentent certaines caractéristiques qui les rendent uniques, historiquement significatifs, avec de grandes traditions et qui offrent des expériences magiques à leurs visiteurs. Un « village magique » est un lieu avec des symboles, des légendes, de l'histoire, des événements importants, des festivals, des traditions, de la bonne cuisine, du shopping interactif amusant, de la vie quotidienne, en d'autres termes, magique dans ses manifestations sociales et culturelles, avec de grandes opportunités pour le tourisme. Chaque Pueblo Mágico offre une expérience spéciale au visiteur.
Le programme a été lancé en 2001 et après 9 ans et 32 villes sélectionnées, il a été amélioré et relancé en 2010 avec des ressources importantes pour libérer le potentiel et les villes ont été soutenus par une campagne stratégique pour les promouvoir à travers le pays. Chaque ville s'est vu attribuer un budget pour continuer à améliorer son infrastructure, son image, son offre de produits et son expérience tout en veillant à maintenir ses traditions et à promouvoir ses festivals.  En 2019, 121 villes et villages au total dans les 31 états ont reçu le titre ou la nomination de Pueblo Mágico. Le programme a créé de la fierté, de la reconnaissance pour ses citoyens locaux et il faisait partie de la stratégie de diversification du Secrétariat du Tourisme pour promouvoir la culture et les traditions mexicaines.
Le programme a offert aux citoyens la possibilité de gagner leur vie grâce au tourisme, et il a contribué de façon significative à l'économie non seulement des villages, mais aussi de l'ensemble des régions, puisque les dépenses des visiteurs ont créé des emplois importants dans les villes où les besoins économiques sont les plus grands. Les villes de plus de 5 000 habitants reçoivent plus de 20 000 visiteurs pendant les week-ends, ce qui contribue à l'économie et au bien-être de ses habitants.
Fin 2018, il a été annoncé que le programme serait annulé et ne se poursuivrait pas en 2019 en raison du manque de soutien du président Andrés Manuel López Obrador (AMLO). Cependant, en février 2019, Humberto Hernández, sous-secrétaire au développement et à la réglementation touristique au ministère du Tourisme, a déclaré à un média mexicain que le programme se poursuivrait « plus fortement que jamais ». Dans le cadre de la nouvelle stratégie, tandis que le ministère du Tourisme continuera de s'occuper de la qualification des futurs pueblos mágicos et de la promotion et de l'image de marque du programme, on s'attend à ce que les gouverneurs des États gèrent l'allocation des fonds gouvernementaux aux projets dans les villes.

## Objectifs
Les objectifs de ce programme sont,,, :
- Structurer une offre touristique complémentaire et diversifiée à l'intérieur du pays pour les sites qui présentent des caractéristiques historiques et culturelles importantes.
- Diversifier l'offre touristique du pays.
- Créer et promouvoir l'artisanat et soutenir les festivals traditionnels.
- Préserver les traditions locales, la culture, les coutumes ethniques et la cuisine unique.
- Créer des produits touristiques tels que l'aventure, les sports extrêmes, l'écotourisme, les festivals, les itinéraires locaux, les activités œno-gastronomiques et la pêche sportive.
- Réévaluer, consolider et renforcer les attraits touristiques de ces villes du pays qui représentent des alternatives nouvelles et différentes pour répondre à la demande croissante des visiteurs nationaux et internationaux.
- Créer des emplois et réduire la pauvreté.

Ce programme a également été développé dans le but de reconnaître le travail de ses résidents qui ont conservé la richesse culturelle et historique de leur ville natale.

## Critères
Pour être admissibles au programme, les villes doivent avoir une population d'au moins 5 000 habitants et ne pas être situées à plus de 300 kilomètres ou l'équivalent d'un trajet terrestre de trois heures à partir d'une ville ayant un marché bien pourvu en ressources ou une bonne connectivité. En plus des autorités municipales et étatiques de la ville qui ont demandé à être incorporées au Secrétariat du Tourisme, afin que celui-ci puisse effectuer une visite pour évaluer le potentiel du site, les villes ont également dû répondre à des exigences spécifiques pour être prises en compte. Les critères comprenaient certains des éléments suivants,, :
I. Un « Comité de Pueblo Mágico » formellement constitué. Il s'agit d'un groupe de citoyens qui représentent le village ou la communauté locale ; s'ils reçoivent le titre, ils ont la responsabilité de maintenir la déclaration en travaillant avec les citoyens locaux. Leur travail consiste à représenter les habitants de la ville et leurs intérêts pour s'assurer que la déclaration bénéficiera à tous et en travaillant ensemble pour maximiser les opportunités. Ce groupe doit être diversifié avec un maximum de quinze personnes et leur travail est bénévole. Les membres du groupe doivent se relayer périodiquement.
II. Un accord du conseil municipal qui stipule une entente pour faire une demande d'admission dans le programme. Les autorités locales doivent soutenir l'inclusion dans le programme car leur soutien est essentiel pour le succès de la ville. Ce document fournit un soutien formel.
III. Accord du Congrès de l'État ; le soutien de l'État est nécessaire pour affecter des ressources, principalement pour l'infrastructure.
IV. Contribution économique directe au développement touristique dans les projets, plans d'action et programmes. Il est très important que chaque ville se différencie des autres. Il devrait inclure les caractéristiques uniques de la ville et les raisons pour lesquelles elle devrait être considérée.
V. Un programme de développement touristique municipal actualisé d'une durée d'au moins trois ans. Un plan à long terme devrait être d'une durée de 3 ans pour s'assurer que la déclaration est maintenue et que l'expérience est toujours améliorée. Le programme devrait être mis à jour tous les trois ans.
VI. Mise à jour des règles et des règlements locaux avec un accent touristique pendant l'administration actuelle de la municipalité. Il s'agit de soutenir et de protéger les visiteurs et les personnes qui se consacrent aux activités touristiques. Des règles et des règlements clairs offrent une certitude et une clarté quant à l'importance de ces activités.
VII. Preuve de l'attrait symbolique de la communauté aspirante, ou de ce qui rend la ville unique et la différencie des autres villes.
VIII. Services de santé et de sécurité publique pour les touristes en cas d'urgence.
IX. Investissements privés et sociaux dans le développement et la qualité du tourisme, y compris les chambres d'hôtel, les restaurants, les excursions, les musées, les activités, etc.
X. Autres éléments que le comité juge pertinents pour l'activité touristique.

## Processus
Le processus pour obtenir le titre Pueblo Mágico est le suivant,,, :
- Le comité des citoyens de Pueblo Mágico et les parties prenantes concernées créent le dossier contenant tous les documents, les détails remplissant toutes les conditions et la demande de candidature au Secrétaire du Tourisme et au comité d'évaluation.
- Une présentation formelle avec des exemples et des détails est faite au comité d'évaluation lors d'un rendez-vous prévu à Mexico.
- Le comité officiel compte des représentants des secrétariats du Tourisme, de la Culture, de l'Environnement et de plusieurs autres représentants du gouvernement.
- Le comité d'évaluation examine le dossier, s'assure que toutes les exigences ont été respectées, effectue une inspection physique dans la ville et fait rapport en documentant les résultats.
- Si 100% des conditions sont remplies, ils approuvent la nomination et remettent les choses au Secrétaire du Tourisme qui est responsable de visiter le Pueblo, invitent les autorités locales et les résidents locaux, et donnent à la ville la nouvelle nomination ou déclaration en même temps qu'elle doit prêter serment devant le comité local représentant les citoyens de la ville.
- Les citoyens locaux et le comité sont responsables du maintien de la déclaration et de la réputation magique de la ville. Les nominations ne sont pas permanentes, avec des révisions et des audits annuels pour certaines villes.
- Si un village demandeur ne répond pas aux exigences, les détails sont communiqués au comité et il devra fournir toute information manquante demandée.
- Si le village n'est pas admissible parce qu'il ne répond pas aux critères requis, une réponse officielle est fournie au comité.

Le Mexique compte plus de 2 500 municipalités ; des centaines d'entre elles s'inscrivent chaque année à ce programme et très peu d'entre elles sont sélectionnées. Il s'agit d'un programme très réussi et prestigieux qui procure des avantages aux résidents locaux qui profitent de l'activité économique qui en résulte en apportant la prospérité et divers avantages tangibles et intangibles à leurs collectivités.

## Liste des Pueblos Mágicos
Selon le site officiel du Secrétariat du Tourisme, en mars 2023 le Mexique comptait 132 pueblos mágicos répartis dans les 31 états de la fédération,.

## Villes retirées du programme
Certains sites ont été inscrits au programme, mais leur titre a été révoqué pour non-respect des normes lors de la réévaluation ou de la vérification. L'un d'eux a reçu une reconnaissance accrue.
San Miguel de Allende, dans l'État de Guanajuato, avait reçu le titre de pueblo mágico en 2002, s'est vu retirer son statut en raison de son inscription sur la Liste du patrimoine mondial de l'UNESCO en 2008. La ville de Mexcaltitlán, dans l'État de Nayarit, nommée en 2001, a eu son statut retiré en 2009 pour ne plus répondre aux critères.